# Akifumi Okuyama
Akifumi Okuyama (jap. 奥山 章文, Okuyama Akifumi; * 24. Dezember 1982 in Tomakomai, Hokkaidō) ist ein japanischer Eishockeyspieler, der seit 2009 bei den Tohoku Free Blades in der Asia League Ice Hockey unter Vertrag steht.

## Karriere
Akifumi Okuyama begann seine Karriere als Eishockeyspieler bei den Ōji Eagles, für die er von 2003 bis 2009 in der Asia League Ice Hockey aktiv war. Mit seiner Mannschaft gewann der Angreifer in der Saison 2007/08 die Meisterschaft der Asia League. Zu diesem Erfolg trug er mit fünf Toren und vier Vorlagen in insgesamt 35 Spielen teil. Zur Saison 2009/10 wechselte der japanische Nationalspieler zu den neu gegründeten Tohoku Free Blades. Bei diesen gehörte er mit 15 Tore und 24 Vorlagen in 36 Spielen zu den Leistungsträgern. In der Saison 2010/11, welche aufgrund des Tōhoku-Erdbebens vorzeitig beendet wurde, gewann er mit seiner Mannschaft den Meistertitel der Asia League Ice Hockey.

### International
Für Japan nahm Okuyama im Juniorenbereich an den U20-Junioren-Weltmeisterschaften der Division II in den Jahren 2001 und 2002 teil. Im Seniorenbereich stand er im Aufgebot seines Landes bei den Weltmeisterschaften der Division I 2005 und 2007. Zudem nahm er mit Japan an den Winter-Asienspielen 2005 teil, bei denen er mit seiner Mannschaft die Goldmedaille gewann.

## Erfolge und Auszeichnungen
- 2007 Goldmedaille bei den Winter-Asienspielen
- 2008 Asia-League-Ice-Hockey-Meister mit den Ōji Eagles
- 2011 Asia League Ice Hockey-Meister mit den Tohoku Free Blades

## Asia-League-Statistik
Stand: Ende der Saison 2010/11